# Kostel Prozřetelnosti Boží (Těšín-Pastviska)
Kostel Prozřetelnosti Boží v Pastvinách je římskokatolický kostel, nacházející se Těšíně (Cieszyn), v části Pastviska (Pastwiska) na rohu ulic Kościelna a Ładna.
Vystavěn byl v letech 1905–1906 jako hřbitovní kaple. Architektonický plán vytvořil Albert Dostal. Posléze plnil funkci filiálního (rektorátního) kostela farnosti sv. Máří Magdalény v Těšíně. Od roku 1978 je farním kostelem.